# Toyota iQ
Toyota iQ (яп. トヨタ・iQ Аикю̄, читается как «ай-кью́»; код кузова KGJ10) — городской автомобиль, выпускавшийся японской компанией Toyota. Выпуск модели осуществлялся с 2008 по 2015 год для японского и европейского рынков на японском заводе компании. Автомобиль с 2012 по 2015 год также выпускался для североамериканского рынка под дочерним брендом Toyota — Scion — получив соответствующее название Scion iQ. В Великобритании компанией Aston Martin с 2011 по 2013 год выпускалась разработанная на базе iQ премиальная модель Aston Martin Cygnet.
Разработка модели под кодовым названием «Проект F», целью которой было переосмыслить суть сверхмалых городских автомобилей, началась в 2003 году. В 2005 году проект получил «зелёный свет» от руководства компании, за чем последовало два прототипа модели: Toyota Endo, представленный в 2005 году на Франкфуртском автосалоне, и более приближенный к итоговой версии Toyota iQ Concept, представленный в 2007 году там же. В феврале 2008 года были опубликованы официальные фотографии серийной модели, а её презентация состоялась месяц спустя на Женевском автосалоне. Продажи автомобиля в Японии начались в ноябре 2008 года, после чего модель проходила несколько обновлений, касавшихся оснащения и гаммы двигателей и КПП. Выходили также специальные и ограниченные версии. Серийное производство модели завершилось в декабре 2015 года, а последние автомобили были распроданы в Японии к весне 2016 года. На российском рынке Toyota iQ официально продавался с 2009 до 2010 года с 1,3-литровым бензиновым мотором мощностью 98 л. с. и вариатором по цене 777 777 рублей.

## Разработка и прототипы

### Концепт Endo (2005)

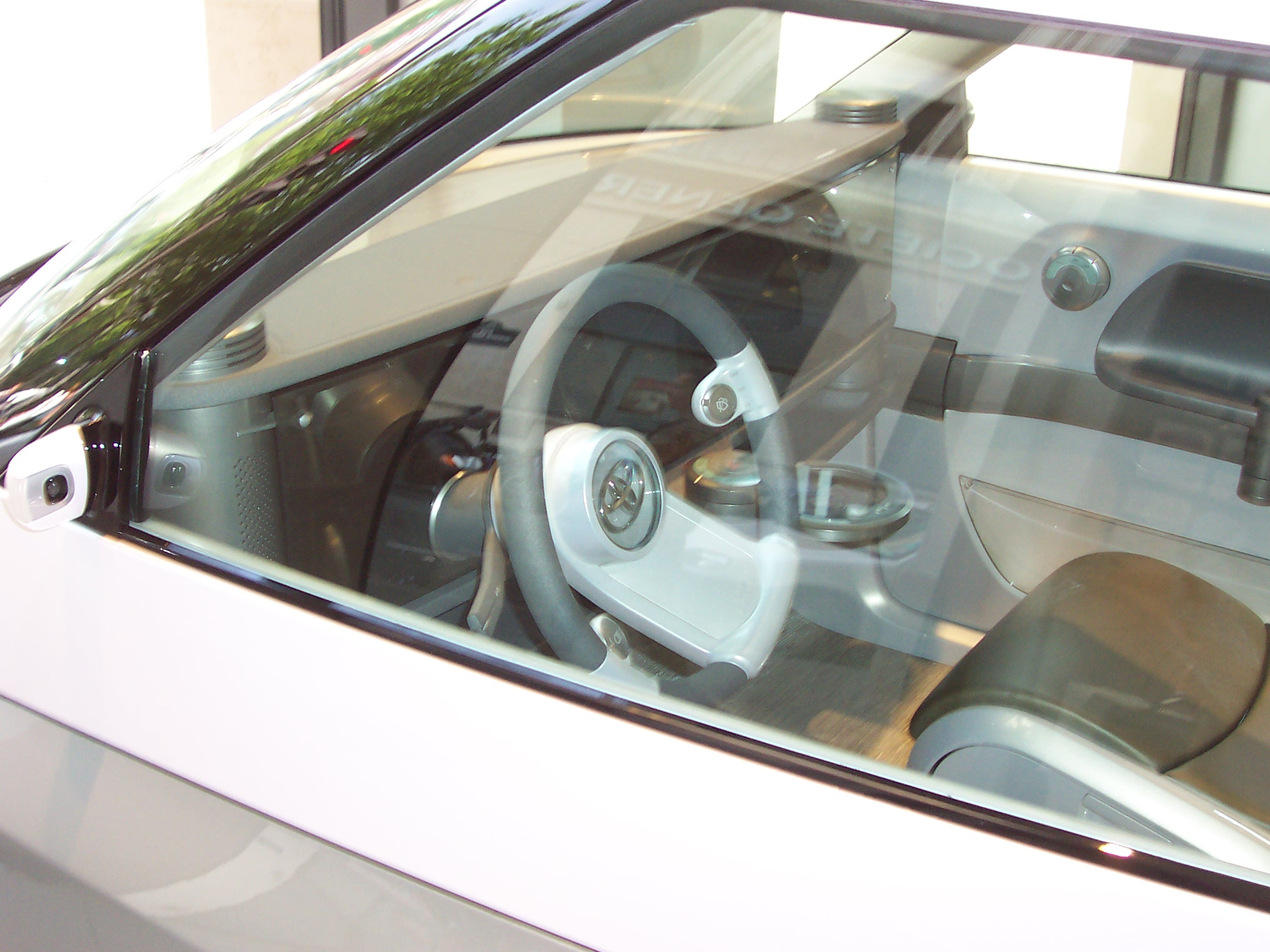
Интерьер концепта Endo (2005)

Концепцию сверхмалого и экономичного, но при этом просторного трёхдверного четырёхместного городского хетчбэка Toyota придумала ещё в 2003 году. Будущей модели было дано название «Проект F». Перед командой дизайнеров во главе с главным конструктором компании Хироки Накадзимой стояла задача переосмыслить понятие «городской автомобиль», сделав новую модель подходящей для тесных городов, но при этом обладающей стильным внешним видом и хорошим качеством деталей, а также удобной при вождении. Все эти характеристики нужно было вместить в автомобиль, длина которого должна была составлять менее трёх метров. Если обычно при разработке автомобиля Toyota пользовалась японской философией «кайдзен», означающей постепенное повсеместное улучшение, то в данном случае пришлось применить иную философию — «какушин», означающую революционный, радикальный и инновационный подход к разработке автомобиля. Команда разработчиков автомобиля должна была переосмыслить каждую деталь и каждый набор компонентов автомобиля, переделать их расположение и соединение друг с другом, поскольку такая малая длина планируемого автомобиля не позволяла разместить все компоненты на свои традиционные места.
Дальнейшая проработка этой концепции и разработка на её основе прототипа привела к появлению концепт-кара Toyota Endo (сама компания в официальных пресс-релизах никогда не упоминала связь Endo и iQ, но о ней было рассказано в выпуске российского журнала «Авторевю» и в тест-драйве модели российским интернет-изданием «Драйв»). Его фотографии были впервые опубликованы 28 августа 2005 года. Презентация концепта состоялась в сентябре 2005 года на Франкфуртском автосалоне. Цель концепта — продемонстрировать возможное решение проблемы городов начала XXI века — постоянная нехватка места и пространства, большое количество выбросов углекислого газа, постоянные пробки. Дизайн концепт-кара был разработан в европейском центре дизайна компании ED2, расположенном на юге Франции. По словам компании, дизайн модели основан на философии Toyota Vibrant Clarity, под которой подразумевается «дизайн, устремленный в будущее, интеллектуальный и энергичный, сохраняющий ясность цели и функции». Endo воплощает в себе решение всех вышеупомянутых проблем — сверхкомпактный, но при этом достаточно просторный внутри автомобиль, вмещающий четырёх человек и значительное количество багажа. Компания заявляет, что концепт построен на четырёх основных постулатах (складывающихся в аббревиатуру PASS): P — пропорции, A — архитектура, S — поверхность и S — особый штрих. В само словосочетание «Vibrant Clarity» («яркая чёткость») заложен смысл слов «бодрящий» и «увлекательный» для «яркой» и «ясный», «логичный» и «простой» для «чёткости».
Toyota Endo обладает крайне малой длиной — всего около трёх метров (3050 мм), но при этом автомобиль очень широкий — 1690 мм. Высота составляет 1520 мм. Такие пропорции позволяют сделать интерьер достаточно просторным для того, чтобы усадить внутрь четырёх взрослых людей. Ещё одним конструктивным решением, позволяющим увеличить внутреннее пространство, являются расставленные почти по углам концепта колёса. Кузов модели визуально состоит из двух элементов: эллипсообразной кабины и имеющей свободную форму нижней части кузова. Границу между двумя сегментами увидеть легко: кабина окрашена в более светлый оттенок серого. Боковина модели подчёркнута боковой линией, огибающей передние колёса, проходящей через передние двери и огибающей задние колёса. При виде снаружи лобовое стекло как бы переходит в боковые стёкла, это было сделано путём затемнения A-стоек кузова. Передние двери автомобиля обладают общей отличительной особенностью: они держатся на двух больших петлях. По словам компании, это позволяет легко открывать и закрывать двери даже в ограниченном пространстве, например, на парковке.
Салон концепта не менее радикальный, чем экстерьер: в нём отсутствует панель приборов и центральная консоль, поскольку всю переднюю панель занимает большой жидкокристаллический дисплей. Он заменяет собой все классические органы управления: панель приборов, навигационную систему, аудиосистему и систему кондиционирования воздуха. Сюда же выводится изображение с камеры заднего вида. Также имеется доступ к интернету, в том числе к управлению электронной почтой. Помимо всего вышеперечисленного, в программное обеспечение вшито «множество индивидуальных настроек» (компания не уточняла, о чём шла речь в официальном пресс-релизе). Цвет фона дисплея также можно менять. В автомобиле расположены четыре отдельных пассажирских сиденья, причём переднее пассажирское кресло свободно двигается вперёд, назад, влево и вправо, что обеспечивает удобный доступ на задние места и возможность создать рядом с сиденьем область для хранения багажа. Что касается задних сидений, то их можно вращать на 360 градусов. Также одно из сидений можно превратить в столик для второго пассажира, либо же сложить оба кресла и получить увеличенное багажное отделение.
Согласно официальным данным компании, примерно в том же 2005 году руководство Toyota одобрило создание и выпуск серийной модели, которая в будущем получит название iQ. В конце октября 2006 года появились неофициальные сведения о том, что на базе Toyota Endo может быть создана серийная модель. Британское издание «Auto Express» сообщило, что прототипы серийной модели были замечены во время испытаний на улицах японских городов, а немецкое издание «Automobilwoche» высказало предположение, что концепт собираются запустить в производство. Также сообщалось, что серийная модель почти полностью будет повторять концепт, за исключением центральной консоли в виде большого экрана. Согласно предположениям того времени, продавать автомобиль планировалось на рынках Японии, Европы и ряда стран Азии (вероятность появления его в США оценивалась как крайне низкая). Старт продаж предполагался в 2007 году. В модельном ряду автомобиль должен был быть меньше, но при этом дороже, чем более крупная модель Aygo (она же Peugeot 107 или Citroën C1).

### Концепт iQ Concept (2007)

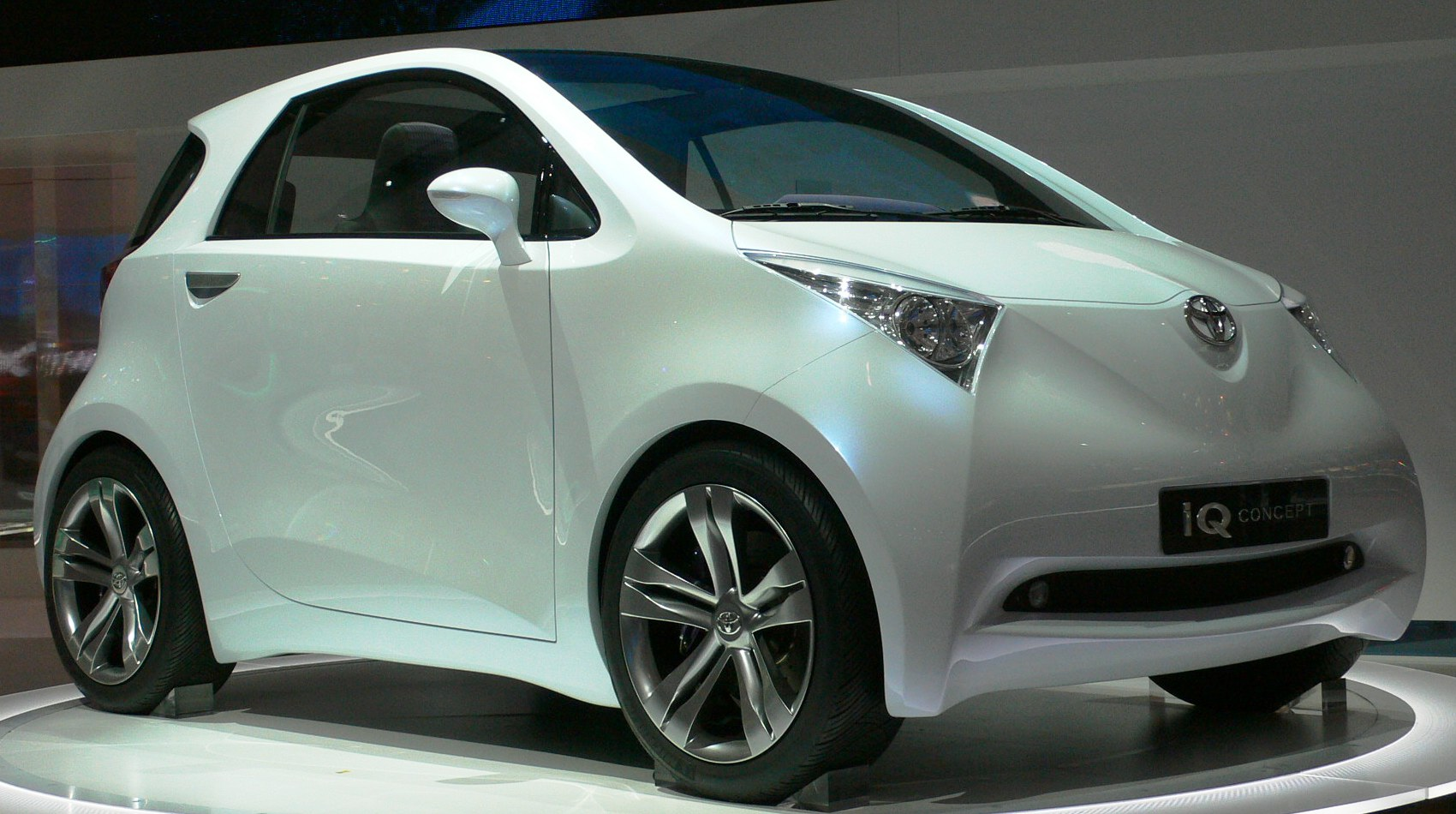
Toyota iQ Concept на Токийском автосалоне (2007)

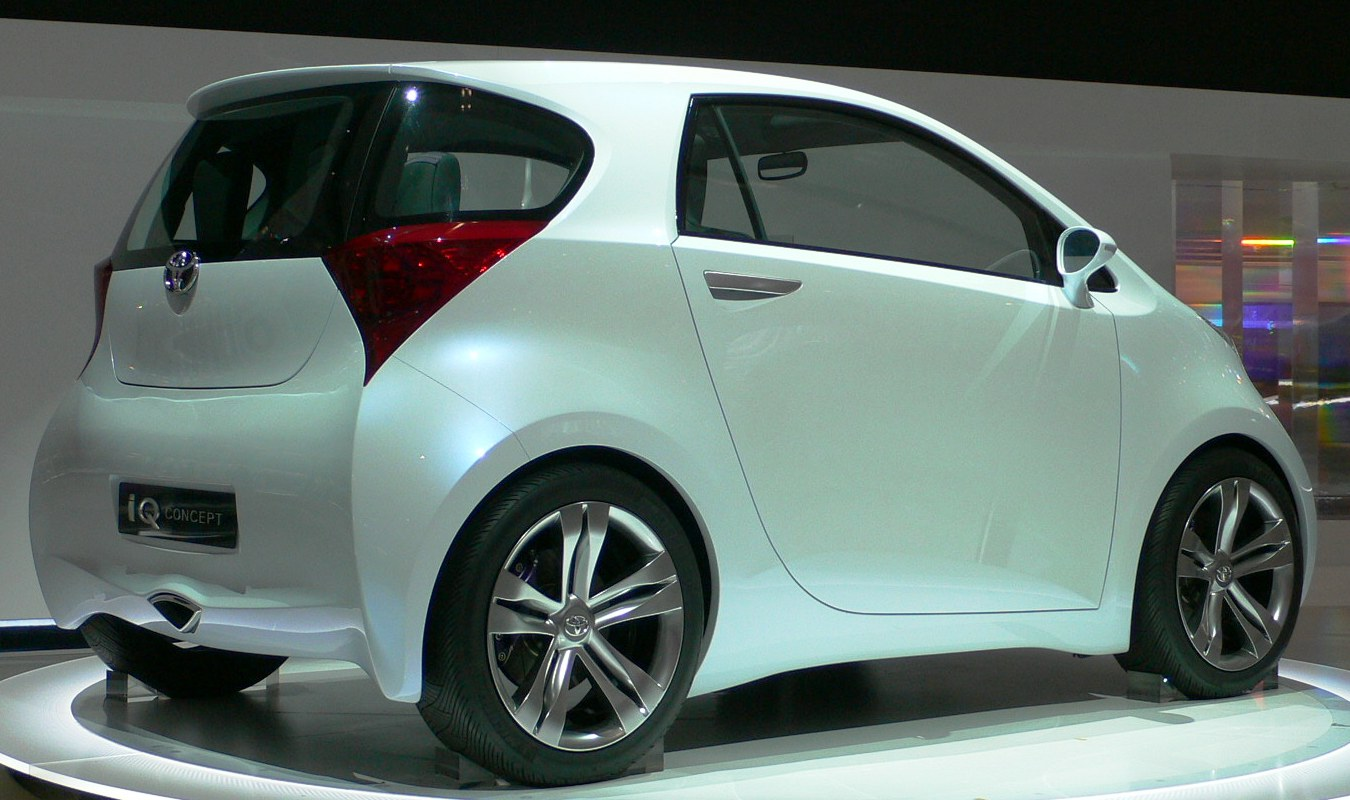
Вид сзади

Спустя два года после презентации Toyota Endo был создан второй прототип модели, являющийся куда более завершённым и приближенным к серийной модели — Toyota iQ Concept. Впервые Toyota раскрыла информацию о своём новом концепте городского автомобиля 7 марта 2007 года в официальном пресс-релизе. Премьера новой модели прошла 11 сентября 2007 года на Франкфуртском автосалоне. Разработкой дизайна модели занималась та же французская студия ED2. Философия дизайна Vibrant Clarity не изменилась — новый концепт был разработан по тем же прицнипам, что и Endo. По словам главного дизайнера Toyota, Вахей Хираи, «IQ Concept призван отражать и улучшать образ жизни своих владельцев. В городской среде люди хотят выразить себя через динамичный и современный дизайн, но в то же время нельзя игнорировать такие рациональные факторы, как размер, функциональность и выбросы CO²». Конструкторское мышление, совмещающее все эти факторы, в компании назвали «J-фактором», именно на нём и основывается концепция данной модели. По словам компании, iQ «бросает вызов привычному представлению об иерархии автомобилей», поскольку, несмотря на свой размер, является просторным и относительно премиальным. В двух словах компания описывает iQ Concept так: ультракомпактный, высокоэффективный с точки зрения внутреннего пространства, экологически чистый автомобиль, который максимально соответствует городскому образу жизни модных европейских мегаполисов. В январе 2008 года iQ Concept стал «Концептом года 2007» по мнению изданий «Times of Malta» и «Car».
Первое, что бросается в глаза при взгляде на автомобиль снаружи — это его маленькие размеры. iQ Concept имеет ширину всего в 2980 мм, что короче модели Aygo на 425 мм, однако это компенсируется его большой шириной в 1680 мм (сопоставимо с ещё более крупной Toyota Yaris второго поколения), обеспечивающей более устойчивое положение на дороге. Высота модели лишь немного меньше ширины — 1480 мм, что тоже сопоставимо с Yaris. Чтобы максимально увеличить внутреннее пространство автомобиля, компания применила несколько конструктивных решений: свесы автомобиля за счёт максимально смещённых к углам 17-дюймовых колёс были сделаны максимально короткими (по словам компании, это придаёт автомобилю маневренности), а при создании формы кузова был применён дизайн «cab forward», что позволило оставить больше места для водителя и переднего пассажира. Из других отличительных особенностей экстерьера можно отметить треугольные остроугольные фары и задние фонари, переходящее в панорамную крышу лобовое стекло и выходящее на бока автомобиля стекло третьей (багажной) двери.
Дизайн интерьера был создан таким образом, чтобы даже внутри он казался максимально просторным. Самым необычным элементом внутри является центральная консоль, облик которой был вдохновлён мантами — родом морских скатов. Плавная и изогнутая центральная консоль будто бы «обволакивает» панель приборов, создавая центр внимания для водителя. На консоли также присутствует сетка из разноразмерных цилиндрических отверстий системы кондиционирования воздуха. Под ней расположен циферблат управления кондиционером и системой вентиляции. Все кнопки управления аудиосистемой и навигацией вынесены на рулевое колесо. Панель приборов представляет собой единый циферблат «три в одном», показывающий значения скорости, оборотов двигателя и уровня топлива. Информация о навигационном маршруте выводится на индикатор на лобовом стекле. В такой же «мантоподобной» стилистике дизайна, подобно центральной консоли, выполнены и дверные панели, обладающие мягкой отделкой. Рулевое колесо имеет текстуру змеиной кожи. Отделка интерьера — чёрная, с фиолетовыми элементами на дверях, центральной консоли и креслах (подголовники и сиденья, спинки оставлены чёрными). По словам компании, в салоне можно уместить трёх или четырёх взрослых людей (одно из задних мест предназначено скорее для ребёнка, нежели для взрослого).

## Серийная модель
После выхода концепта появились сведения о том, что Toyota планирует выпускать в Японии серийную версию iQ для японского и европейского рынков в 2009 году по цене около 13 000 евро. Объём производства должен был составлять около 100 тысяч автомобилей ежегодно. Первые фотографии новой модели, вместе с Toyota Urban Cruiser, были опубликованы 13 февраля 2008 года, всего через полгода после презентации концепта, с последующими планами на запуск производства в конце 2008 года выпуск модели в Европе весной 2009 года по цене примерно от 8500 фунтов. Официальная презентация серийной модели прошла 6 марта 2008 года на Женевском автосалоне. Название автомобиля, вопреки распространённому мнению, не происходит от аббревиатуры «IQ» (коэффициент интеллекта). По словам компании, «i» означает «individuality» (индивидуальность), «innovation» (инновация) и «intelligence» (интеллект), а в «Q» вложен смысл «quality» (качество), «cubic» (кубический) и «cue» (сигнал, чтобы изменить свой стиль жизни).

### Япония

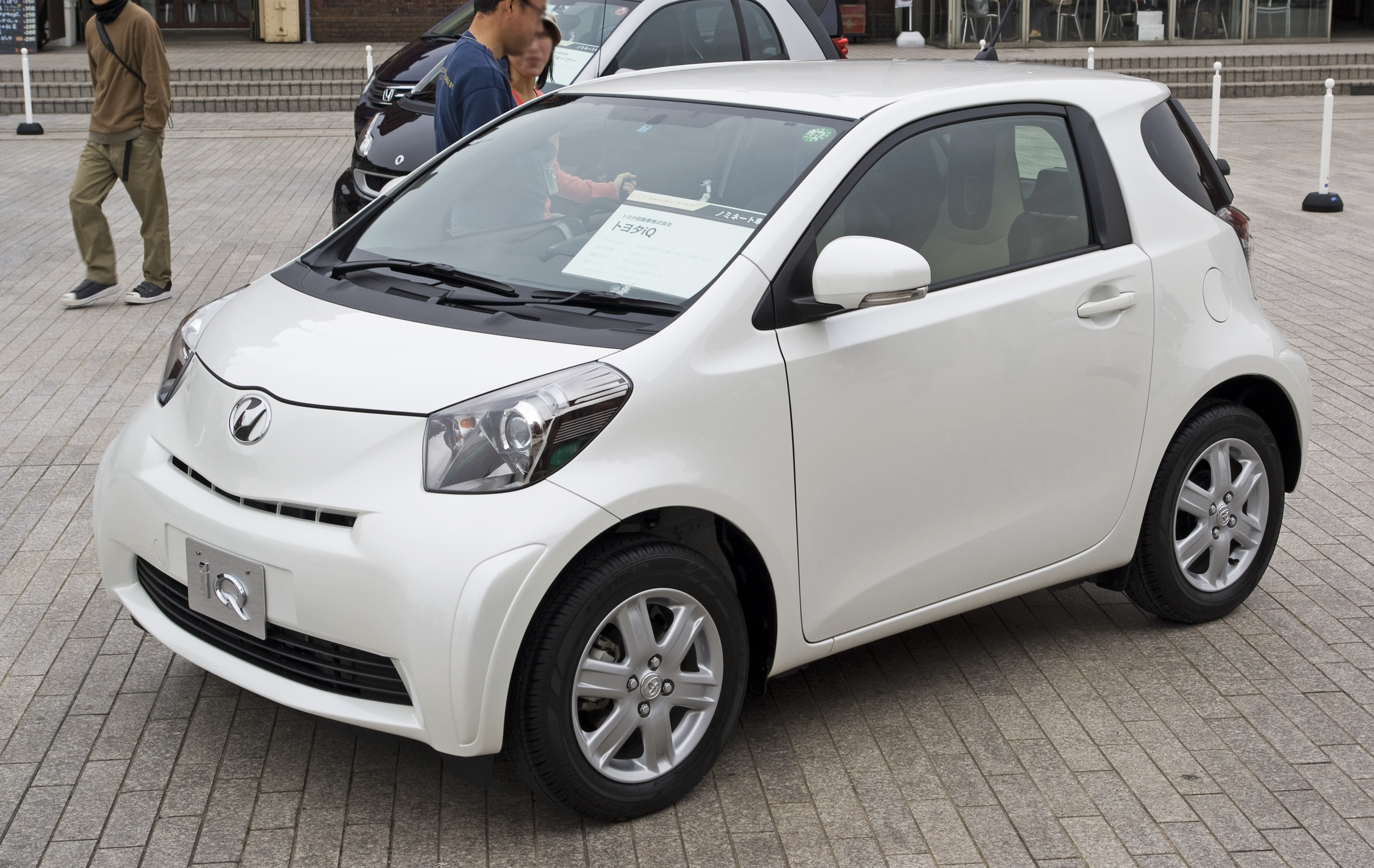
Японская версия модели имеет иной шильдик на переднем бампере

15 октября 2008 года японское представительство Toyota официально объявило о старте продаж iQ в Японии с 20 ноября 2008 года у официальных дилеров сети Netz, а также о том, что 6 и 7 декабря 2008 года пройдут презентации автомобиля в нескольких автосалонах. Сборка модели осуществлялась на заводе Takaoka Plant, расположенном в городе Тоёта (префектура Айти). Ежемесячно планировалось продавать около 2500 автомобилей. Все модели комплектовались 1,0-литровым двигателем в сочетании с бесступенчатой трансмиссией. Цена автомобиля составляла 1 400 000 иен для базовой версии 100X, 1 500 000 иен для версии 100G и 1 600 000 иен для топовой версии 100G с пакетом «Leather Package». В тот же день, 15 октября 2008 года, вместе с анонсом состоялась и официальная презентация японской модели. В дальнейшем модель в Японии почти каждый год проходила небольшие обновления. 25 февраля 2009 года у автомобиля появилось два новых цвета кузова — жёлтый и синий «Cobalt Blue Metallic», всего вариантов окраски кузова стало 11.
20 августа 2009 года автомобиль прошёл более крупное обновление. В модельном ряду появился новый 1,3-литровый бензиновый двигатель, помимо уже существующего 1,0-литрового. Оба двигателя за счёт своей экологичности позволяли снизить налог на приобретение автомобиля на 75% за счёт существующей в Японии системы налоговых льгот в рамках «зелёного налога». С появлением нового двигателя возникли две новые комплектации — 130G и 130G с пакетом «Leather Package». Изменилась и комплектация 100G с пакетом «Leather Package», получившая механизм регулировки сиденья водителя по высоте. Все модели с 1,0-литровым мотором получили также карманы в дверных панелях. Появился также новый цвет кузова — серебристый «металлик», итого их стало 12. Цены на 1,0-литровую модель не изменились. Стоимость автомобилей с 1,3-литровым мотором варьировалась от 1 600 000 (130G) до 1 700 000 иен (130G Leather Package). Появилась ещё одна комплектация с 1,0-литровым мотором — 100X «2 Seater», в которой отсутствует второй ряд сидений, а вместо него предлагается увеличенное багажное отделение. Она стала самой дешёвой в гамме — цена за неё составляла 1 290 000 иен. Вышли также специальные комплектации из серии «Decoclé» (сокращение от «Decoratour Cléateur»), получившие приставку «+» в конце названия: 100G+, 100G+ Leather Package, 130G+ и 130+ Leather Package. Все они отличаются иными цветами панели приборов, кнопок, переключателей и других деталей салона. Стоимость за них увеличивалась относительно базовых комплектаций на 30 000 иен.
25 мая 2010 года iQ прошёл ещё одно небольшое обновление. Стандартной опцией во всех комплектациях стала регулировка водительского сиденья по высоте. Изменилась и отделка дверей: если раньше она была сливового цвета, то теперь она стала двухцветной — сливово-чёрной. Получили изменения и комплектации «Decoclé»: помимо ранее доступных красного «Scorpion Red» и золотого «Caramel Gold» цветов деталей интерьера появился третий — белый «Polar White», вдохновлённый, по словам компании, белым медведем. Цена на все модели осталась прежней. 31 августа 2010 года вышла спортивная версия iQ, получившая название iQ Go. Модель отличается от обычной особым передним бампером, задними брызговиками, серебристыми наружными зеркалами заднего вида с электрическим механизмом складывания и противотуманными фарами. Интерьер спортивной модели был доступен в чёрном и сером цветах отделки. Рулевое колесо получило красную прострочку, а центральная консоль стала серебристого цвета. Модель 130G Leather Package имела два варианта обшивки сидений: чёрная кожа и серая ткань либо чёрная кожа и красная ткань. Стоимость моделей Go увеличилась относительно базовых моделей на 50 000 иен: 1 550 000 иен за 100G и 1 650 000 иен за 130G. Цена за 130G Go Leather Package составляла 1 730 000 иен. В середине ноября 2010 года в продажу поступили модели 130G Go и 130G Go Leather Package, оснащённые шестиступенчатой механической коробкой передач. В этих моделях применяется система остановки на холостом ходу, что способствует экономии топлива. Цены на модели не отличались от таковых с вариатором: 1 650 000 иен за 130G и 1 730 000 иен за 130G Go Leather Package.
7 мая 2012 года комплектации автомобиля с 1,3-литровым двигателем и вариатором получили обновление: помимо бесступенчатой трансмиссии появился режим, имитирующий секвентальную семиступенчатую КПП. Появилась также комплектация «130 G X Package». На всех моделях центральная консоль стала окрашиваться в чёрный цвет. Цены на модель изменились: от 1 290 000 до 1 500 000 иен для 1,0-литровым двигателем и от 1 590 000 до 1 780 000 иен для моделей с 1,3-литровым мотором. Спустя два года, 7 мая 2014 года вышла специальная версия iQ 130G Leather Package Gran Blue, доступная только в версии 130G Leather Package. Она отличается свой двухцветной окраской: помимо основного цвета кузова и салона применяется второй — фирменный синий цвет сети официальных дилеров Netz, где iQ была доступна для покупки с момента появления. В экстерьере имеется три комбинации: нижняя часть кузова окрашена в белый, серебристый или серый цвет, а верхняя (капот, багажник и всё, что выше дверных ручек) — в фирменный синий. В салоне синий цвет имеют потолок и стойки, а руль, рычаг КПП и передние сиденья имеют синюю прострочку. Цена с учётом 8% налога на приобретение автомобиля составляла 1 915 527 иен для модели с вариатором и 1 864 473 иены для модели с МКПП. Производство модели было свёрнуто 31 декабря 2015 года, а все складские остатки модели были распроданы к началу апреля 2016 года. Никакой огласке прекращение производства не поддавалось, ровно как и не появилось никаких сведений о возможном преемнике модели.
В Японии Toyota также ограниченно выпускала тюнингованную версию автомобиля, получившую название iQ GAZOO Racing tuned by MN. О выпуске этой ограниченной серии из 100 автомобилей было объявлено 20 августа 2009 года, заказы начали приниматься в тот же день, а продажи модели в сети официальных дилеров Toyota Modellista International стартовали 13 ноября 2009 года. Тюнингованный iQ был создан в рамках проекта Toyota GAZOO Racing. В основе модели лежит комплектация 130G с 1,3-литровым мотором и шестиступенчатой механической коробкой передач. Подвеска модели была перенастроена, установлены эксклюзивные 16-дюймовые колёсные диски, а на задние колёса поставлены дисковые тормоза. Всё это, по словам компании, придаёт автомобилю устойчивости и маневренности на высокой скорости. В интерьере автомобиль получил особый тахометр, алюминиевую отделку педалей и эксклюзивную эмблему на руле. Цена на модель составляла 1 972 000 иен, что на 372 000 иен дороже базовой модели 130G. iQ GAZOO Racing tuned by MN впоследствии был представлен на Токийском автосалоне в январе 2012 года. Вместе с ним была представлена и улучшенная версия этой модели — iQ Supercharger. Этот автомобиль оснащён тем же 1,3-литровым мотором, но с турбонаддувом, что позволило увеличить мощность до 130 л.с. Также у модели были перенастроены передаточные числа КПП и дифференциала и перенастроена подвеска.

### Европа и Россия
13 октября 2008 года британское представительство Toyota объявило цены на новую модель и её комплектации, а также начало принимать заказы. Для европейских рынков iQ предлагался в двух комплектациях: базовой iQ и топовой iQ2. Цена на базовую модель начиналась от 9495 фунтов или 11 958 евро, что куда дороже более крупной модели городского автомобиля Aygo, которая уже в базовой комплектации стоила 7175 фунтов или 9037 евро. Более того, эта цена превосходила стоимость базовой версии автомобиля B-сегмента Yaris, стоившего 9085 фунтов или 11 442 евро. Цена топовой версии главного конкурента iQ, Smart Fortwo в комплектации Passion, также была меньше — 9020 фунтов или 11 360 евро. Более дорогая цена компенсировалась оснащением: в базовую комплектацию входили такие опции, как электрическая регулировка зеркал и электрическое стеклопоъёмники. Все модели были доступны с 1,0-литровым мотором мощностью 68 л.с в сочетании либо с пятиступенчатой МКПП, либо с вариатором Multidrive. Продажи Toyota iQ в Великобритании стартовали 1 января 2009 года. В июне 2009 года в линейку моторов добавился новый, 1,33-литровый двигатель мощностью 99 л.с (или 98 британских л.с.), при этом выбор 1,0-литрового двигателя сохранился. Перспективы появления автомобиля на российском рынке поначалу были крайне туманными: в октябре 2008 года российское издание «Драйв» сообщало, что про появление автомобиля на российском рынке речи даже не шло. Тем не менее, осенью 2009 года iQ всё же появился на российском рынке в единственной комплектации с двигателем объёмом 1,3 литра и бесступенчатой трансмиссией. Маркетологи Toyota пришли к выводу, что более дешёвые комплектации будут неинтересны российским покупателям. Цена на модель составляла 777 777 рублей, что было больше доступной на тот момент базовой модели Toyota Corolla на 140 000 рублей. Однако, в России модель продержалась недолго: из-за крайне плохих продаж ввиду высокой цены и непопулярности в стране автомобилей A-класса iQ перестал ввозиться в Россию с 1 января 2011 года.

## Безопасность
| Euro NCAP                                                         | Euro NCAP | Euro NCAP | Euro NCAP             |
| ----------------------------------------------------------------- | --------- | --------- | --------------------- |
| · общий рейтинг                                                   |           |           |                       |
| 91%                                                               | 71%       | 54%       | 86%                   |
| взрослый пассажир                                                 | ребёнок   | пешеход   | активная безопасность |
| Протестированная модель: Toyota iQ 1.0, LHD, 3 дв. хетчбэк (2009) |           |           |                       |

## Двигатели
|                                       | 1.0                                            | 1.33 Dual-VVT-i                                   | 1.4 D-4D DPF                                    |
| ------------------------------------- | ---------------------------------------------- | ------------------------------------------------- | ----------------------------------------------- |
| Годы производства                     | с 01/2009                                      | с 07/2009                                         | с 01/2009                                       |
| Тип двигателя                         | Рядный трёхцилиндровый бензиновый, 12 клапанов | Рядный четырёхцилиндровый бензиновый, 16 клапанов | Рядный четырёхцилиндровый дизельный, 8 клапанов |
| Рабочий объём                         | 998 см³                                        | 1329 см³                                          | 1364 см³                                        |
| Мощность при 1/мин                    | 50 кВт (68 л.с.) при 6000/мин                  | 72 кВт (98 л.с.) при 6000/мин                     | 66 кВт (90 л.с.) при 3400/мин                   |
| Крутящий момент при 1/мин             | 91 Н·м при 4800/мин                            | 123 Н·м при 4400/мин                              | 190 Н·м при 1800–3200/мин                       |
| МКПП                                  | 5-ступенчатая МКПП                             | 6-ступенчатая МКПП                                | 6-ступенчатая МКПП                              |
| АКПП                                  | Бесступенчатая АКПП                            | Бесступенчатая АКПП                               | —                                               |
| Максимальная скорость                 | 150 [150] км/ч                                 | 170 [170] км/ч                                    | 170 км/ч                                        |
| Разгон, 0—100 км/ч                    | 14,7 [15,2] с                                  | 13,4 [13,1] с                                     | 10,7 с                                          |
| Потребление (на 100 км)               | 4,3 [4,7] л.                                   | 4,8 [5,1] л.                                      | 4,0 л.                                          |
| CO2-выхлоп                            | 99 [110] г/км                                  | 113 [120] г/км                                    | 104 г/км                                        |
| Соответствие экологическим стандартам | Евро-4                                         | Евро-4                                            | Евро-4                                          |